# Thiébaut de Heu
Pour les articles homonymes, voir Heu.
Thiébaut de Heu est un patricien messin de la République messine, né vers 1245/1255, et mort à Metz le 14 septembre 1330.

## Biographie

### Origine de la famille de Heu
La généalogie de la famille de Heu, originaire de Huy, ou Heu, en pays de Liège et dont elle a pris le nom, venue s'établir dans le Pays messin vers 1232, a été rédigée à la fin du XVe siècle par Nicolas IV de Heu dans le but d'établir l'ancienneté et l'honorabilité des origines de sa familles en la rattachant à la généalogie des comtes de Dammartin de Warfusée rédigée dans la seconde moitié du XIVe siècle par Jacques de Hemricourt dans le Miroir des nobles de Hesbaye et aux comtes de Boulogne. Cette généalogie de la famille de Heu établie vers 1520 la rattache aux comtes de Boulogne par Humbert de Bernalmont, mort le 1er juin 1298, fils de Humbert II de Bernalmont (1204/1210-1263), seigneur d'Awans, de Dammartin, Awir et Lexhy, qui serait le père de Roger et Gilles de Heu, issus de son premier mariage avec Élisabeth de Bierset. Humbert de Bernalmont descend de Rasse (Raës ou Érasme) de Dammartin (ca 1090-ca 1130) et d'Alix de Warfusée, fille unique et héritière de Libert de Warfusée et d'Agnès d'Awir.
Les marchands hutois ont à partir du début du XIIIe siècle des activités commerciales à Metz. Ila apparaissent alors comme marchands itinéraires y ayant des maisons leur servant d'entrepôts. Un procès est fait au début du XIIIe siècle par les Hutois contre le chapitre de la cathédrale de Metz au sujet du paiement du tonlieu dont ils prétendaient en être exemptés car possédant des maisons à Metz. Le jugement prononcé en présence de Frédéric II les a condamnés à payer la taxe car ils n'y avaient pas leurs familles et ne participaient pas à la garde avec les autres bourgeois. Mais dès 1240, Heces de Huy est admis comme bourgeois de Metz. Les bourgeois messins d'origine hutoise se sont installés dans le quartier de Neufbourg, au Quarteau, ou à Champ-à-Seille.
Gilles et Roger de Heu seraient les fils de Humbert III de Heu, chevalier, seigneur de Bernalmont, et d'Élisabeth de Bierset d'après le Miroir des nobles de Hesbaye de Jacques de Hemricourt ainsi que dans la Généalogie de la famille de Heu se trouvant à la Bibliothèque de l'Arsenal, ms. 5028. Ils se sont installés à Metz en 1232 et 1248 au cours et après la guerre des Amis.

### Thiébaut de Heu à Metz
Thiébaut de Heu est le fils de Roger de Heu et le neveu de Gilles de Heu. À la mort de son père peu après 1271, il a hérité du stock de marchandises, de la maison de Neufbourg qui avait auparavant appartenu à son oncle, et d'autres biens. La maison de Neufbourg a pu constituer une partie de l'hôtel de Heu. Thiébaut de Heu s'est constitué progressivement un patrimoine important.
Comme son père, il était membre du paraige du Commun. Il est entré au Conseil des Treize de la ville en 1302 comme représentant du Commun. En 1303-1304 il devient changeur et aman (notaire) de la paroisse Saint-Martin. 
Après la mort de sa première femme, Afelix le Bel de Heu (1285-1303), il se remarie avec Alix de la Cour, fille de Nicole de la Cour, maître-échevin en 1304 et changeur, qui le fait entrer dans l'élite économique et dirigeante de la ville. Sa sœur, Marguerite de Heu, s'est mariée à Jacques Le Gronnais, maître-échevin en 1285 et fils de Philippe Le Gronnais, changeur. 
À partir de 1306 il commence une politique d'acquisition foncière forte. En 1306, Poincignon et Jean de Volmerange-lès-Boulay se reconnaissent ses débiteurs de la somme de 4 000 livres et lui donnent en mort-gage ce qu'ils possèdent à Malroy et dépendances. Thiébaut de Heu a été le créancier des princes lorrains, en particulier au duc de Lorraine, Ferry IV de Lorraine. Les prêts au duc de Lorraine ne sont pas faits en mort-gage mais en rentes. Le duc ayant des difficultés à rembourser ses dettes, il a dû mettre en gage chez Thiébaut de Heu en 1322 une partie de son trésor, et en particulier la couronne ducale. 
En 1309, il achète plusieurs bâtiments au Neufbourg, probablement à l'emplacement dd l'actuel hôtel de Heu où à proximité. Le 2 mars 1309, Thiébaut de Heu acquiert un tiers de la maison et de la grange de Neufbourg dont avaient hérité Jennin le Tanneur, de Châlon, et sa femme Jacquemate, fille de Marguerite la Hairowainne. Cinq jours plus tard il a acheté les deux autres tiers aux autres héritiers de Marguerite la Hairowainne. Puis le 15 juillet, Jennat Zondac met en gage auprès de Thiébaut de Heu la chapelle et le préau jusqu'au mur pour la somme de 300 livres qu'il lui doit. Ces bâtiments appartenaient auparavant à Jacques Bazin, tuteur de Thiébaud de Heu, patricien du paraige de Jurue. Ces bâtiments doivent correspondre aux vestiges reconnus en particulier dans les caves.
En 1314, Thiébaut de Heu est choisi comme maître-échevin de Metz pour six années. Dans les années 1315-1318, le Pays de Metz est touché par la grande famine accompagnée d'épidémies et d'épizooties. À la mort de sa belle-mère, Poince de la Cour, il a hérité avec sa femme de plusieurs seigneuries, de deux maisons à Metz et de revenus. Il achète la châtellenie d'Ennery avec son château-fort et ses dépendances  le 2 avril 1323. 
La ville d'Ennery compte également une rue « Thiébaut de Heu », nommée en souvenir de l'acquisition de son château et de ses dépendances. 
La construction du premier bâtiment de l'hôtel de Heu est entreprise à la même époque. L'hôtel comprenait des dépendances (greniers, écurie, jardin et cour) pour loger sa famille, ses hôtes, ses alliés et partenaires commerciaux ainsi que de stocker des biens. 
Les affaires de Thiébaut de Heu ont diminué pendant la guerre des Quatre Seigneurs.  Alix de la Cour meurt le 4 avril 1330et Thiébaut de Heu, le 14 septembre 1330. Il est inhumé dans le cloître des Frères Prêcheurs. Philippe de Vigneulles le considère comme le plus grand propriétaire foncier parmi les patriciens messins.

## Famille
- Gilles de Heu (mort le 28 octobre 1271), il s'est marié avec une messine et a été autorisé à signer la paix urbaine en 1250 comme notable du paraige du Commun
  - Jennat de Heu, maire de Port Sailly, marié à une messine dont il a une fille,
    - Alixette de Heu, morte en février 1305, inhumée à l'abbaye Saint-Clément de Metz.

  - Gilles II de Heu, maître-échevin en 1326. Il soutient la révolte des bourgeois contre les seigneurs et gouverneurs de Metz. Il participe à la guerre des Quatre Seigneurs. Il incendie Saint-Julien. Il acquiert une maison au Neufbourg, près de l'église Saint-Martin. Cette maison revient à son oncle Roger de Heu à une date inconnue. Il s'est marié à une dame de Metz dont il a eu un fils,
    - Gilles III de Heu, maître-échevin en 1350.

  - Jacques de Heu, il est maitre-échevin en 1302.
- Roger de Heu (1215-1271), marié avec Clémence Bazin, née vers 1225. Il fait son testament à Pâques 1271. Il choisit pour tuteurs de ses enfants mineurs, Jacques Bazin, patricien du paraige de Jurue, et son neveu Gilles II de Heu.
  - Marguerite de Heu (morte en 1318), mariée vers 1250 avec Jacques Le Gronnais (de Gournay) (mort en 1305), fils de Philippe Le Gronnais, maître-échevin en 1285.
    - Nicolas II Le Gronnais (1250-1270)
    - Philippe Le Gronnais

  - Thiébaut de Heu (1245-1330), marié en premières noces avec Afelix le Bel de Heu (1285-1303), fille de Wériat de Heu, dont il a eu trois filles, puis marié en secondes noces à Alix de la Cour, fille de Nicole de la Cour, du paraige de Jurue, changeur et maître-échevin en 1304,
    - Contesse de Heu (mort en 1335), mariée à Colignon Gemel, maire de Port-Sailly en 1291 et membre du conseil des Treize jurés en 1341,
    - Marguerite de Heu, mariée à Rémion Ingran, membre d'une ancienne famille de Metz,
    - Isabelle de Heu, mariée après 1342 avec Poince Guenondin, participant à la vie administrative de Metz, il fait partie d'une commission des Sept en 1353 ; il participe à l'accueil l'empereur Charles IV en 1356.
    - Roger de Heu, mort à la bataille de Crécy, le 26 août 1346, marié avec Béatrice Lohier, fille de Thiébaut Lohier, maître-échevin en 1331,
    - Guillaume de Heu (ca 1310-1380), prisonnier à la bataille de Crécy le 26 août 1346, on ignore s'il serait mort en Angleterre ou rançonné, marié à Colette Lohier, fille de Thiébaut Lohier, maître-échevin en 1331,
      - Lorette de Heu
      - Thiébaut de Heu (ca 1335-1363), chevalier, échevin de 1352 à 1363
      - Nicolas (Nicole) I de Heu (mort entre 1398 et 1402), chevalier, marié à Isabelle Mortel de Louvigny,
        - Collignon de Heu, alias Nicolas (Nicole) II de Heu,  dit le Bon ou le grand Aumosnier, aman de Saint-Maximin (mort en 1462), marié en premières noces en 1397 avec Sophie de Milberg, et en secondes noces vers 1418 à Colette Barrois (morte vers 1438), fille de Jean Barrois, seigneur de Servigny, dont il a :
          - Catherine de Heu, mariée en 1433 avec Jacques Boulay, du paraige de Saint-Martin, membre du conseil des Treize en 1428, 1434 et 1438, trésorier en 1433, 1436 et 1439, rapporteur entre 1431 et 1435. Il participe à la guerre de la Hottée de pommes où il est fait prisonnier,
          - Marguerite de Heu (ca 1426-1496), mariée à Thiébaut Louve, aman de Saint-Gorgon,
          - Isabelle de Heu, mariée vers 1428 à Didier Le Gronnais,
          - Jennette de Heu, morte jeune,
          - Colette de Heu, mort en 1431,
          - Colignon de Heu, mort après 1438,
          - Didier de Heu, mort après 1438,
          - Jean de Heu, mort à Ennery en 1466, étudiant à l'université d'Heidelberg en 1434, marié en 1437 à Jeanne Chevalat, héritière de Colignon Chevalat, seigneur de Montigny, Marly et Jouy, elle meurt en couche en 1461. Sept de guerre en 1448, trésorier de 1443 à 1462, gouverneur de la Bulette en 1453-1454 et 1461, maître-échevin en 1458, échevin de 1458 à 1466. Il est rapporteur plusieurs années. En 1464, il part en pèlerinage à Rome et Jérusalem. À Rome, il s'est associé à une ambassade messine pour régler avec le pape Paul II un différend entre l'église catholique et Metz et a fait lever l'Interdit lancé sur la ville en 1462. Il est de retour à Metz en janvier 1466. Une épidémie de peste cause une grande mortalité cette année-là.
            - Marguerite de Heu, morte entre 1464 et 1469, mariée en 1459 à Paul Baudoche,
            - Colette de Heu, morte en 1456,
            - Peratte de Heu, morte en 1466,
            - Nicolas III de Heu (ca 1460-1535), aman de Saint-Livier, échevin à partir de 1479, maître-échevin en 1485, conseil des Treize, gouverneur de la Bulette. Il agrandit l'hôtel de Heu après 1482, terminé avant son mariage en 1489 avec Catherine de Gournay qui meurt en 1490. Il se remarie en 1492 avec Marguerite de Brandebourg, fille de Godefroid de Brandenbourg, seigneur de Clervaux et de Catherine de Chinery, dont il a 7 filles et 7 garçons,
              - Catherine de Heu (1501-1571), mariée avec Jean de Haussonville, sénéchal de Lorraine. Après la mort de Jean de Haussonville, Charles III de Lorraine constitue une rente de 1 050 francs en sa faveur en 1564. Étienne de Bois, prévôt de Nancy lui cède la seigneurie de Champigneulles en 1566.
              - Jean de Heu (23 juin 1503-ca 1560), à la mort de son père, seigneur de Montigny puis d’Ay-Tremery et de Blettange, marié à Marguerite Roucel. En 1542, son frère, Gaspard de Heu, conduit Guillaume Farel à sa maison de Montigny. Il est fait prisonnier à Ivoix par les Français le 24 juin 1552. Il est libéré contre rançon. Il se met au service de du roi d'Espagne Philippe II qui le nomme surintendant de la ville de Thionville, le 1er juillet 1556.
                - Marguerite de Heu (ca 1537- ), dame de Montigny, Blettange et Mercy, mariée en premières noces avec Georges de Savigny, puis, en 1604, à Jean-Jacques de Ligniville. En 1605, elle fonde avec son mari la chapelle Saint-Jacques et de Sainte-Marguerite dans l’église de Vannes-le-Châtel où elle est inhumée.

              - Anne de Heu (1505- )
              - Barbe de Heu (1507- )
              - Gertrude de Heu (1511-1549), mariée en 1525 avec Richard de Mérode,
              - Anne de Heu (1511-1549), religieuse au couvent des Précheresses,
              - Madeleine de Heu (1512- ), religieuse au couvent du Saint-Esprit au Luxembourg,
              - Richarde de Heu (1515- )
              - Nicolas IV de Heu (mort le 25 août 1547), seigneur d'Ennery et de Malroy, nommé conseiller et chambellan ordinaire du duc Antoine de Lorraine en 1533, capitaine de Briey en 1535, mariée en 1538 à Anne de Failly,
                - Élisabeth de Heu

              - Robert de Heu (22 mai 1497-6 avril 1553), seigneur de Malroy et de Gravelotte, échevin, maître-échevin en 1533 et 1541, gouverneur de la Bulette, membre du Conseil des Treize en 1540. Il accueille chez lui le cardinal de Lenoncourt quand il vient se faire consacrer prince-évêque de Metz, le 22 avril 1551, et qui intrigue pour le compte d’Henri II. Robert de Heu, qui a des sympathies pour la Réforme protestante, a discuté avec le cardinal de Lenoncourt sur l'entrée des troupes françaises dans Metz en 1552. Les Heu ont probablement obtenus la liberté de culte à Metz. La famille de Heu a quitté Metz après 1552 pour s'établir dans le Luxembourg. Il s'est marié le 15 janvier 1532, en premières noces, avec Philippine Chaverson, unique héritière de Michel Chaverson et Gertrude de Gournay, dont il a eu une fille. Elle lui apporte en dot les seigneuries de Montoy, Goin et Grimont[7], Retonfey et Courcelles-Chaussy. Il est probablement gagné à la Réforme en 1539 mais il se marie en secondes noces en 1545 avec Claude du Chatelet, nièce du cardinal de Lenoncourt, dont il a eu un fils et trois filles,
                - Catherine de Heu (ca 1537-Metz, 1608), elle est élevée à Genève. Elle a hérité de tous les biens de sa mère, Philippine Chaverson. Elle s'est mariée en 1553 avec Claude-Antoine de Vienne, baron de Coppet, comte de Clervant, fils de Claude du Châtelet et de Claude de Vienne. Ils ont eu quatre fils et trois filles.
                - Robert de Heu, seigneur de Malroy, bien que protestant il s'est attaché au duc de Guise. Abusant de sa religion, il inspire la confiance du sénat de Strasbourg et essaie de s'emparer de la ville mais échoue. Il est tué en 1583 au siège de Saint-Martin-d’Ardèche.
                - Marguerite de Heu (morte vers 1621), mariée avec Bertrand de Souillac, seigneur d'Azerac, le 9 avril 1565.
                - Bonne de Heu, mariée avec François d'Abzac, seigneur de Mayac et de Rimerac, le 25 juin 1577. Ils ont eu quatre enfants.
                - Anne de Heu (morte vers 1598), mariée avec François Deschamps, seigneur de Fontaine.

              - Gaspard de Heu (ca 1517-1558), protestant, seigneur d'Ennery, Flévy, Grimont et Buy, maître-échevin en 1542. Le 25 mars 1543, le duc de Guise massacre les protestants réunis à Gorze pour écouter Guillaume Farel. En octobre 1543, le culte réformé est interdit à Metz et le pasteur Watrin Dubois[8] est exilé malgré la protestation de Gaspard de Heu. Il essaie d'obtenir l'appui des princes luthériens allemands pour rétablir le culte réformé. Il s'est marié à Lausanne en 1545 à Jeanne de Rognac dite de Louvain, fille d'Antoine de Louvain, seigneur de Rognac en Tardenois, protestant. Ne pouvant obtenir l'appui des princes luthériens pour rétablir la Réforme à Metz, il se tourne vers le roi de France entre 1545 et 1551. Il permet la prise de Metz par l'armée française en 1552. Les princes luthériens allemands de la Ligue de Smalkalde ont donné le vicariat des évêchés de Toul, Verdun et Metz à la France par le traité de Chambord, le 15 janvier 1552. Le 11 avril, pendant le voyage d'Allemagne, Henri II entre à Metz avec l'armée française. Pendant que l'armée de Charles Quint se rassemble pour investir la ville. Les princes luthériens allemands de la Ligue de Smalkalde signe avec Charles Quint la paix de Passau, le 2 août 1552. Les princes luthériens allemands de la Ligue de Smalkalde qui signe avec Charles Quint la paix de Passau, le 2 août 1552 qui avait rejoint la ligue de Smalkalde profite de la paix pour piller la Franconie. Il prend Trêves. duc de Guise arrive à Metz le 18 août pour assurer la défense de la ville. Il envoie, le 15 septembre, Gaspard de Heu auprès du margrave. Les demandes financières du margrave pour aider les français sont jugées excessives et les négociations sont rompues. Gaspard de Heu obtient son congé du duc de Guise. Le margrave se réconcilie avec l'empereur. Gaspard se rend à Reims puis à Paris pour récupérer les biens de sa femme venant de son beau-père Antoine de Louvain qui ont été attribués à Diane de Poitiers qui l'avait fait exécuter comme hérétique. Gaspard revient à Metz en janvier 1553. Il est fait prisonnier pendant une des visites qu'il rend à sa mère à Ennery. Il est conduit à Thionville, puis le gouverneur de Luxembourg l'envoie à l'empereur, à Bruxelles où il est interrogé par Corneille Scepeus sur son rôle pendant l'occupation de Metz par le Français. Il est libéré en 1555. Il échange des terres de France hérités de son beau-père avec Jacques de Savoie-Nemours contre une seigneurie dans l'ancien comté de Neuchâtel. Il est mis en contact avec Antoine de Bourbon qui se disait rallié à la Réforme. Il organise une réunion entre les princes luthériens allemands et Antoine de Bourbon. Le cardinal de Lorraine le fait arrêté le 25 mai 1558, le jour de l'audience des princes allemands, à Paris. Il est emprisonné au château de Vincennes pour avoir participé à une conjuration protestante. Il y est soumis à la question puis étranglé dans une salle le 4 septembre 1558 à la demande du duc de Guise sur un arrêt signé par le garde des sceaux Jean de Bertrand, archevêque de Sens et une commission du roi[9],[10],[11].
                - Gaspard II de Heu, seigneur de Buy, marié avec  Marguerite de Velbrück, dame de Beaufort. Il hérite d'Ennery après la mort de son oncle Nicolas IV, en 1547. Il fait de son château un repaire de protestants. Il est capturé et exécuté au Luxembourg le 15 avril 1593.
                  - Odile de Heu, dame de Buy, mariée en 1596 avec Henri de Chalon-Nassau (mort en 1602), capitaine de cavalerie, prévôt de saint Mard et Virton,
                  - Jeanne de Heu (mort vers 1631),
                  - Gaspard III de Heu, mort en 1573 à Munshausen-lès-Clervaux.

                - Moïse de Heu, seigneur de Rognac et Flévy, il étudie à l'université de Heidelberg. Il veut venger la mort de son père. Il est mort pendant ce conflit, entre 1586 et 1592. La mort de Gaspard II et de Moïse de Heu termine la lignée masculine de la famille de Heu.
                - Marguerite de Heu (1548- )

              - Martin de Heu (mort en 1568), d'abord chanoine de la cathédrale de Metz, mais il quitte les ordres en 1531. Il est maître-échevin en 1539, 1545 et 1550. Il est membre du conseil échevinage en 1540 et Sept de guerre la même année. Il est membre du conseil des Treize en 1549. Il s'est marié peu avant 1540 avec Élisabeth de Raigecourt, mais n'a pas d'enfant. Il obtient le divorce du pape Jules III, le 31 mars 1550. Il est le tuteur d'Élisabeth de Heu, fille de son frère Nicolas IV de Heu.

        - Colette de Heu, mariée à Henri Roucel,
        - Jacomette de Heu, mariée vers 1405 à Nicolas Roucel,

    - Nicolas de Heu (mort en 1344)
    - Pierre de Heu (né vers 1300, mort en 1344), chevalier, échevin entre 1319 et 1344, marié à Catherine Grognat
      - Jeannette de Heu (1320- ), mariée à Jean Baudoche (ca 1300-1373)
        - Pierrette Baudoche (1350- ), mariée avec Poince Louve (1360-1400)
          - Jeanne Louve (1390- ), mariée avec Thiébaut de Vy (1390-1427)

    - Jean de Heu (mort en 1372)

  - Colignon de Heu, mort en 1285.